# سمية البروتين
سمية البروتين هو تأثير تراكم مركبات النفايات الأيضية للبروتين بسبب عدم كفاية وظائف الكلى. يمكن أن يحدث في الأشخاص الذين يعانون من مرض الكلى المزمن من قبل، أو أولئك الذين فقدوا وظائف الكلى بسبب التقدم في السن.

## التعريف
تحدث سمية البروتين عندما يكون الجسم غير قادر على التخلص من النفايات السامة المحتملة التي تتولد نتيجة لعملية التمثيل الغذائي للبروتين، قد يكون سببها أيضًا مرض الكلى المزمن.

## حدوثها
تحدث سمية البروتين عندما يستهلك الفرد المصاب بخلل في وظائف الكلى نظام غذائي غني بالبروتين. على وجه التحديد البروتينات من المصادر الحيوانية التي يتم امتصاصها بسرعة في مجرى الدم ويتم استقلابها بسرعة مما يؤدي إلى إطلاق تركيز عال من النفايات السامة والمواد النتروجينية.

## آثار نظام غذائي عالي البروتين
نظام غذائي مرتفع البروتين هو مصدر قلق صحي لأولئك الذين يعانون من مرض كلوي. الشاغل الرئيسي هو أن تناول كمية كبيرة من البروتين قد يؤدي إلى مزيد من الضرر الكلوي الذي يمكن أن يؤدي إلى سمية البروتين. التغييرات الفسيولوجية الناجمة عن زيادة تناول البروتين، مثل زيادة الضغط الكبيبي والفرط الترسبي، تضع مزيدا من الضغط على الكلى التالفة بالفعل. هذه السلالة يمكن أن تؤدي إلى عدم استقلاب البروتينات بشكل مناسب وبالتالي تسبب السمية. يمكن لنظام غذائي غني بالبروتين أن يؤدي إلى مضاعفات للمصابين بمرض كلوي وقد ارتبط بمزيد من تطور المرض. وجدت دراسة أنه توجد علاقة بين فقدان وظائف الكلى وزيادة تناول البروتين الحيواني من قبل المرضى الذين تم تشخيصهم بالفعل بمرض كلوي. هذه العلاقة تشير إلى أن تناول البروتين الكلي الذي يتجاوز التوصيات قد يسرع مرض الكلى ويؤدي إلى خطر سمية البروتين داخل شخص مريض. لهذا السبب، فإن تقييد البروتين الغذائي هو علاج شائع للمرضى الذين يعانون من مرض كلوي يوجد فيه بروتون. تبين أن المرضى المقيدين بالبروتين لديهم معدلات أبطأ في تطور أمراضهم الكلوية.
إلا أن العديد من الدراسات لم تجد أي دليل على سمية البروتين بسبب تناول كميات كبيرة من البروتينات في وظائف الكلى لدى الأشخاص الأصحاء. تم العثور على الحمية التي تتجاوز بانتظام توصيات تناول البروتين أن يؤدي إلى زيادة معدل الترشيح الكبيبي في الكلى وأيضا يكون لها تأثير على أنظمة الهرمونات في الجسم. من الثابت أن هذه التأثيرات الفسيولوجية ضارة بالأفراد الذين يعانون من مرض كلوي، لكن الأبحاث لم تجد أن هذه الاستجابات تضر بأولئك الذين يتمتعون بصحة جيدة ويظهرون نشاطًا كلى ا مناسبًا. في المرضى الذين يعانون من وظائف الكلى الصحية، تعمل الكلى باستمرار على إفراز المنتجات الثانوية من عملية التمثيل الغذائي للبروتين التي تمنع سمية البروتين من الحدوث. استجابة لاستهلاك متزايد من البروتين الغذائي، تحافظ الكليتان على التوازن داخل الجسم من خلال العمل على زيادة السعة، مما يؤدي إلى إنتاج كمية أكبر من اليوريا ومن ثم تخليصها من الجسم. على الرغم من أن البعض اقترح أن هذه الزيادة في إنتاج النفايات وإفرازها ستسبب زيادة الضغط على الكلى، إلا أن الأبحاث الأخرى لم تدعم هذا. في الوقت الحالي، تشير الدلائل إلى أن التغيرات في وظائف الكلى التي تحدث استجابة لزيادة البروتين الغذائي هي جزء من نظام التكيف الطبيعي الذي يستخدمه الجسم للحفاظ على التوازن. في الفرد السليم مع الكلى التي تعمل بشكل جيد، ليست هناك حاجة للقلق من أن زيادة تناول البروتين الغذائي سيؤدي إلى سمية البروتين وانخفاض وظائف الكلى.

## العلامات
القئ غير المبرر وفقدان الشهية مؤشرات على سمية البروتين. إذا كان هذان المرضان مصحوبان بجودة الأمونيا على التنفس، فإن مجموعة الفشل الكلوي هي السبب المحتمل. وينصح الأشخاص الذين يعانون من أمراض الكلى، والذين لا يخضعون لغسيل الكلى، بتجنب استهلاك البروتين إن أمكن، لأن تناول الكثير من الماء يسرع من الحالة ويمكن أن يؤدي إلى الوفاة. معظم المشاكل تنبع من تراكم السموم والنفايات غير المفلورة من التمثيل الغذائي للبروتين.
انخفاض وظائف الكلى بشكل طبيعي مع تقدم العمر بسبب الفقدان التدريجي للنيفرون (المرشحات) في الكلى. ولذلك، لا يمكن لامرأة عمرها 90 عامًا أن تستهلك نفس الكمية من البروتين بشكل آمن عندما يبلغ عمرها 20 عامًا.
تشمل الأسباب الشائعة لأمراض الكلى المزمنة: السكري وأمراض القلب وضغط الدم المرتفع غير المعالج على المدى الطويل بالإضافة إلى تعاطي المسكنات مثل الأيبوبروفين والأسبرين والباراسيتامول. أمراض الكلى مثل مرض الكلى المتعدد الكيسات يمكن أن تكون وراثية في طبيعتها وتقدمها مع تقدم المريض في العمر.

## التشخيص
وكثيرا ما يتم الحصول على تأكيد للفشل الكلوي عن طريق إجراء فحص الدم الذي يقيس تركيز الكرياتينين واليوريا (نيتروجين اليوريا في الدم).

## روابط خارجية
- Educational resource for renal protein toxicity